# Tenisz a 2011. évi nyári európai ifjúsági olimpiai fesztiválon
A 2011. évi nyári európai ifjúsági olimpiai fesztiválon a tenisz mérkőzéseket Trabzonban rendezték.

## Összesített éremtáblázat
| A 2011. évi nyári európai ifjúsági olimpiai fesztivál összesített éremtáblázata teniszben | A 2011. évi nyári európai ifjúsági olimpiai fesztivál összesített éremtáblázata teniszben | A 2011. évi nyári európai ifjúsági olimpiai fesztivál összesített éremtáblázata teniszben | A 2011. évi nyári európai ifjúsági olimpiai fesztivál összesített éremtáblázata teniszben | A 2011. évi nyári európai ifjúsági olimpiai fesztivál összesített éremtáblázata teniszben | Olimpia  |
| ----------------------------------------------------------------------------------------- | ----------------------------------------------------------------------------------------- | ----------------------------------------------------------------------------------------- | ----------------------------------------------------------------------------------------- | ----------------------------------------------------------------------------------------- | -------- |
|                                                                                           | Ország                                                                                    | Arany                                                                                     | Ezüst                                                                                     | Bronz                                                                                     | Összesen |
| 1.                                                                                        | Csehország                                                                                | 1                                                                                         | 1                                                                                         | 1                                                                                         | 3        |
| 2.                                                                                        | Lengyelország                                                                             | 1                                                                                         | 0                                                                                         | 0                                                                                         | 1        |
|                                                                                           | Lettország                                                                                | 1                                                                                         | 0                                                                                         | 0                                                                                         | 1        |
|                                                                                           | Svédország                                                                                | 1                                                                                         | 0                                                                                         | 0                                                                                         | 1        |
| 5.                                                                                        | Oroszország                                                                               | 0                                                                                         | 2                                                                                         | 0                                                                                         | 2        |
| 6.                                                                                        | Olaszország                                                                               | 0                                                                                         | 1                                                                                         | 0                                                                                         | 1        |
| 7.                                                                                        | Belgium                                                                                   | 0                                                                                         | 0                                                                                         | 2                                                                                         | 2        |
| 8.                                                                                        | Litvánia                                                                                  | 0                                                                                         | 0                                                                                         | 1                                                                                         | 1        |
|                                                                                           |                                                                                           |                                                                                           |                                                                                           |                                                                                           |          |
| Összesen                                                                                  | Összesen                                                                                  | 4                                                                                         | 4                                                                                         | 4                                                                                         | 12       |

## Érmesek

### Férfi
| A 2011. évi nyári európai ifjúsági olimpiai fesztivál érmesei férfi teniszben |                                                 |                                                  |                                       |
| Versenyszám                                                                   | Arany                                           | Ezüst                                            | Bronz                                 |
| Egyes                                                                         | Svédország Elias Wondwosen                      | Oroszország Dannil Medvedev                      | Belgium Clement Geens                 |
| Páros                                                                         | Lengyelország · Phillip Gresk · Kamil Majchrzak | Csehország · Pavel Staubert · Jaroslav Vondrasek | Belgium · Clement Geens · Omar Salman |

### Női
| A 2011. évi nyári európai ifjúsági olimpiai fesztivál érmesei férfi teniszben |                                                     |                                                  |                                                      |
| Versenyszám                                                                   | Arany                                               | Ezüst                                            | Bronz                                                |
| Egyes                                                                         | Lettország Jeļena Ostapenko                         | Oroszország Ulyana Ayzatulina                    | Csehország Kateřina Siniaková                        |
| Páros                                                                         | Csehország · Kristýna Roučková · Kateřina Siniaková | Olaszország · Deborah Chiesa · Beatrice Lombardo | Litvánia · Justina Mikulskytė · Akvilė Paražinskaitė |